# Naturum Sommen

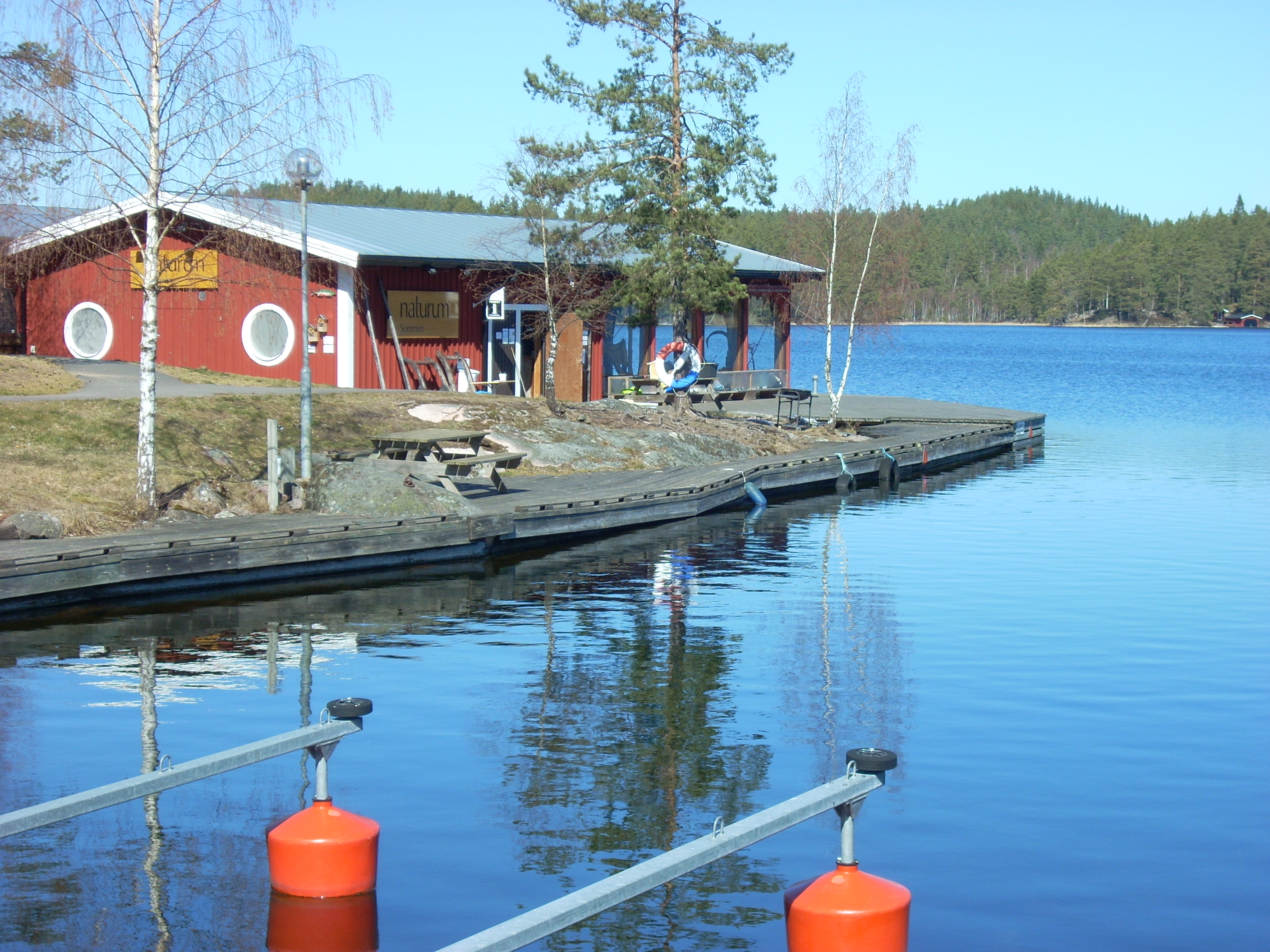
Blick auf das Naturum Sommen, April 2019.

Naturum Sommen ist ein Besucherzentrum und Naturkundemuseum auf der Insel Torpön im Sommensee im südschwedischen Hochland, Östergötlands län. 
Das Gebäude ist einem traditionellen Bootshaus nachempfunden. Die Idee eines Naturmuseums wurde 1996 geboren und 2002 eingeweiht. Von Anfang an wurde das Museum vom örtlichen Geschichtsverein Torpön (schwedisch: Torpöns hembygsförening) unterstützt. Ende 2013 wurde Naturum Sommen geschlossen, da der Heimatverein von Torpön und die Sommen-Stiftung (schwedisch: Stiftelsen Sommen) ihre Unterstützung nicht fortsetzen konnten, jedoch 2014 wieder eröffnet wurden.
Seit 2017 leitet die Gemeinde Ydre die Arbeit in Sommen Naturum.